# Первый дивизион чемпионата мира по хоккею с шайбой 2013
Чемпионат мира по хоккею с шайбой 2013 года в I-м дивизионе — спортивное соревнование по хоккею с шайбой под эгидой ИИХФ, проходившее с 14 по 20 апреля 2013 года в Будапеште (Венгрия) и Донецке (Украина). По итогам турнира в группе A: команды, занявшие первое и второе места, получили право играть в ТОП-дивизионе чемпионата мира 2014 года, а команда, занявшая последнее место, перешла в группу B. По итогам турнира в группе B: команда, занявшая первое место, вышла в группу A, а команда, занявшая последнее место, перешла во второй дивизион чемпионата мира 2014 года.

## Участвующие команды
В чемпионате принимали участие 12 национальных команд — девять из Европы и три из Азии. Сборная Эстонии пришла из второго дивизиона, сборные Италии и Казахстана пришли из ТОП-дивизиона, остальные — с прошлого турнира первого дивизиона.
Группа A
| Сборная          | Квалификация                                                                 |
| ---------------- | ---------------------------------------------------------------------------- |
| Италия           | Заняла 15-е место в ТОП-дивизионе и вылетела оттуда в 2012 году              |
| Казахстан        | Заняла 16-е место в группе H ТОП-дивизионе и вылетела оттуда в 2012 году     |
| Венгрия          | Хозяева, Заняла 3-е место в группе A первого дивизиона в прошлом году        |
| Япония           | Заняла 4-е место в группе A первого дивизиона в прошлом году                 |
| Великобритания   | Заняла 5-е место в группе A первого дивизиона в прошлом году                 |
| Республика Корея | Заняла 1-е место в группе B первого дивизиона и поднялась оттуда в 2012 году |

Группа B
| Сборная    | Квалификация                                                                         |
| ---------- | ------------------------------------------------------------------------------------ |
| Украина    | Хозяева, заняла 6-е место в группе A первого дивизиона и вылетела оттуда в 2012 году |
| Польша     | Заняла 2-е место в группе B первого дивизиона в прошлом году                         |
| Нидерланды | Заняла 3-е место в группе B первого дивизиона в прошлом году                         |
| Румыния    | Заняла 4-е место в группе B первого дивизиона в прошлом году                         |
| Литва      | Заняла 5-е место в группе B первого дивизиона в прошлом году                         |
| Эстония    | Заняла 1-е место в группе A второго дивизиона и поднялась оттуда в 2012 году         |

## Судьи
ИИХФ утвердила 11 главных и 14 линейных судей для обслуживания матчей первого дивизиона чемпионата мира по хоккею с шайбой 2013 года. 

В группе A первого дивизиона участвовало 7 главных и 7 линейных судей. В группе B первого дивизиона участвовало 4 главных и 7 линейных судей.
Группа A первого дивизиона чемпионата мира по хоккею с шайбой 2013 года

| Главные судьи - Томас Бернекер - Максим Сидоренко - Паскаль Сан-Жак - Джимми Бергамелли - Павел Мешинский - Александр Сергеев - Даниэль Конц | Линейные судьи - Джастин Халл - Иржи Гебауэр - Аттила Надь - Мартон Немет - Александр Вальдейер - Йорис Мюллер - Дэвид Браун |  |

Группа B первого дивизиона чемпионата мира по хоккею с шайбой 2013 года

| Главные судьи - Майкл Хикс - Андрис Ансонс - Петер Локсик - Максим Урда | Линейные судьи - Фредерик Моннайе - Рене Йенсен - Ульрих Пардатшер - Мартин Корба - Дамир Ракович - Антон Гладченко - Артём Корепанов |  |

## Группа A
|  | Команды, выходящие в ТОП-дивизион чемпионата мира 2014 года                 |
|  | Команда, переходящая в группу B первого дивизиона чемпионата мира 2014 года |

### Таблица
| М | Сборная          | И | В | ВО | ПО | П | ШЗ | ШП | РШ  | О  |
| - | ---------------- | - | - | -- | -- | - | -- | -- | --- | -- |
| 1 | Казахстан        | 5 | 4 | 0  | 0  | 1 | 18 | 6  | +12 | 12 |
| 2 | Италия           | 5 | 4 | 0  | 0  | 1 | 15 | 6  | +9  | 12 |
| 3 | Венгрия          | 5 | 3 | 0  | 1  | 1 | 12 | 10 | +2  | 10 |
| 4 | Япония           | 5 | 2 | 0  | 0  | 3 | 13 | 16 | −3  | 6  |
| 5 | Республика Корея | 5 | 1 | 1  | 0  | 3 | 16 | 19 | −3  | 5  |
| 6 | Великобритания   | 5 | 0 | 0  | 0  | 5 | 5  | 22 | −17 | 0  |

### Результаты
Время местное (UTC+2).
| 14 апреля 2013 12:30 | Япония | 2 : 5 (1:1, 1:2, 0:2) | Казахстан | Будапешт Спорт-Арена, Будапешт Зрителей: 802 |

| Отчёт                                                                          | Отчёт                        | Отчёт | Отчёт                          | Отчёт                                     |
| ------------------------------------------------------------------------------ | ---------------------------- | --- | ------------------------------ | ----------------------------------------- |
|                                                                                |                              | |                                |                                           |
|                                                                                | Ютака Фукуфудзи— 00:00-60:00 | Вратари | 00:00-60:00 — Виталий Колесник | Судьи: Александр Сергеев Максим Сидоренко |
|                                                                                | Голы:                        | |                                | Судьи: Александр Сергеев Максим Сидоренко |
| Го Танака — 12:56 (С. Кудзи) Такума Каваи (бол.) — 28:57 (А. Келлер, С. Кудзи) | 1:0 1:1 1:2 :2 2:3 2:4 2:5   | 17:07 — Константин Савенков 25:44 — Константин Романов (А. Корабейников) 39:20 — Виктор Александров (бол.) (Р. Старченко, Д. Уппер) 55:19 — Талгат Жайлауов (Д. Уппер) 58:20 — Константин Романов (К. Пушкарёв) |                                | Судьи: Александр Сергеев Максим Сидоренко |
|                                                                                |                              | |                                | Судьи: Александр Сергеев Максим Сидоренко |
|                                                                                |                              | |                                | Судьи: Александр Сергеев Максим Сидоренко |
|                                                                                |                              | |                                | Судьи: Александр Сергеев Максим Сидоренко |
| 14 мин                                                                         | Штраф                        | 14 мин |                                | Судьи: Александр Сергеев Максим Сидоренко |
|                                                                                |                              | |                                |                                           |
|                                                                                | 31                           | Броски | 39                             |                                           |

| 14 апреля 2013 16:00 | Республика Корея | 0 : 4 (0:1, 0:2, 0:1) | Италия | Будапешт Спорт-Арена, Будапешт Зрителей: 1205 |

| Отчёт  | Отчёт                                            | Отчёт | Отчёт                     | Отчёт                              |
| ------ | ------------------------------------------------ | --- | ------------------------- | ---------------------------------- |
|        |                                                  | |                           |                                    |
|        | Ым Хёнсын — 00:00-44:00 Пак Сундже — 44:00-60:00 | Вратари | 00:00-60:00 — Адам Деннис | Судьи: Томас Бернекер Даниэль Конц |
|        | Голы:                                            | |                           | Судьи: Томас Бернекер Даниэль Конц |
|        | 0:1 0:2 0:3 0:4                                  | 04:46 — Диего Костнер (П. Ианноне) 22:53 — Роберт Сирианни (бол.) (Д. Боррелли, Т. Джонсон) 38:48 — Давид Боррелли (В. Рокко) 53:56 — Стефано Маркетти (П. Ианноне, Д. Костнер) |                           | Судьи: Томас Бернекер Даниэль Конц |
|        |                                                  | |                           | Судьи: Томас Бернекер Даниэль Конц |
|        |                                                  | |                           | Судьи: Томас Бернекер Даниэль Конц |
|        |                                                  | |                           | Судьи: Томас Бернекер Даниэль Конц |
| 14 мин | Штраф                                            | 6 мин |                           | Судьи: Томас Бернекер Даниэль Конц |
|        |                                                  | |                           |                                    |
|        | 18                                               | Броски | 38                        |                                    |

| 14 апреля 2013 19:30 | Великобритания | 2 : 4 (1:0, 1:3, 0:1) | Венгрия | Будапешт Спорт-Арена, Будапешт Зрителей: 7304 |

| Отчёт                                                                                      | Отчёт                      | Отчёт | Отчёт                       | Отчёт                                  |
| ------------------------------------------------------------------------------------------ | -------------------------- | --- | --------------------------- | -------------------------------------- |
|                                                                                            |                            | |                             |                                        |
|                                                                                            | Стивен Мёрфи — 00:00-59:30 | Вратари | 00:00-60:00 — Супер Левенте | Судьи: Павел Мешинский Паскаль Сан-Жак |
|                                                                                            | Голы:                      | |                             | Судьи: Павел Мешинский Паскаль Сан-Жак |
| Дэвид Филлипс — 16:06 (Э. Тэйт, Д. Майерс) Колин Шилдс (бол.) — 30:52 (Р. Дауд, Дж. Уивер) | 1:0 1:1 1:2 :2 2:3 2:4     | 22:09 — Гергё Надь (бол.) (Б. Ладаньи, М. Ваш) 28:12 — Мартон Ваш (Я. Ваш, Я. Хари) 36:37 — Балаж Ладаньи (К. Надь, М. Ваш) 51:52 — Ладишлав Шикорцин (А. Хорват) |                             | Судьи: Павел Мешинский Паскаль Сан-Жак |
|                                                                                            |                            | |                             | Судьи: Павел Мешинский Паскаль Сан-Жак |
|                                                                                            |                            | |                             | Судьи: Павел Мешинский Паскаль Сан-Жак |
|                                                                                            |                            | |                             | Судьи: Павел Мешинский Паскаль Сан-Жак |
| 8 мин                                                                                      | Штраф                      | 10 мин |                             | Судьи: Павел Мешинский Паскаль Сан-Жак |
|                                                                                            |                            | |                             |                                        |
|                                                                                            | 20                         | Броски | 38                          |                                        |

| 15 апреля 2013 12:30 | Италия | 4 : 1 (1:0, 2:0, 1:1) | Япония | Будапешт Спорт-Арена, Будапешт Зрителей: 660 |

| Отчёт | Отчёт                     | Отчёт                        | Отчёт                         | Отчёт                                      |
| --- | ------------------------- | ---------------------------- | ----------------------------- | ------------------------------------------ |
| |                           |                              |                               |                                            |
| | Адам Деннис — 00:00-60:00 | Вратари                      | 00:00-60:00 — Ютака Фукуфудзи | Судьи: Александр Сергеев Джимми Бергамелли |
| | Голы:                     |                              |                               | Судьи: Александр Сергеев Джимми Бергамелли |
| Давид Борелли — 01:23 (Т. Джонсон, Р. Сирианни) Армин Хофер — 28:58 (А. Бернард, К. Боргателло) Патрик Ианноне — 34:54 (А. Бернард, Н. Фонтаниве) Патрик Ианноне (бол.) — 45:25 (А. Хофер, Н. Фонтаниве) | 1:0 2:0 3:0 4:0 4:1       | 48:07 — Го Танака (С. Кудзи) |                               | Судьи: Александр Сергеев Джимми Бергамелли |
| |                           |                              |                               | Судьи: Александр Сергеев Джимми Бергамелли |
| |                           |                              |                               | Судьи: Александр Сергеев Джимми Бергамелли |
| |                           |                              |                               | Судьи: Александр Сергеев Джимми Бергамелли |
| 12 мин | Штраф                     | 14 мин                       |                               | Судьи: Александр Сергеев Джимми Бергамелли |
| |                           |                              |                               |                                            |
| | 35                        | Броски                       | 23                            |                                            |

| 15 апреля 2013 16:00 | Казахстан | 5 : 0 (2:0, 1:0, 2:0) | Великобритания | Будапешт Спорт-Арена, Будапешт Зрителей: 1778 |

| Отчёт | Отчёт                          | Отчёт   | Отчёт                      | Отчёт                                 |
| --- | ------------------------------ | ------- | -------------------------- | ------------------------------------- |
| |                                |         |                            |                                       |
| | Виталий Колесник — 00:00-60:00 | Вратари | 00:00-60:00 — Стивен Мёрфи | Судьи: Томас Бернекер Паскаль Сан-Жак |
| | Голы:                          |         |                            | Судьи: Томас Бернекер Паскаль Сан-Жак |
| Константин Романов — 17:42 (К. Пушкарёв, А. Спиридонов) Илья Соларев — 18:01 (М. Беляев, К. Савенков) Роман Савченко (бол.) — 39:52 (Д. Уппер) Вадим Краснослободцев — 41:51 (Р. Савченко, Т. Жайлауов) Евгений Блохин (бол.) — 51:20 (В. Александров, Р. Савченко) | 1:0 2:0 3:0 4:0 5:0            |         |                            | Судьи: Томас Бернекер Паскаль Сан-Жак |
| |                                |         |                            | Судьи: Томас Бернекер Паскаль Сан-Жак |
| |                                |         |                            | Судьи: Томас Бернекер Паскаль Сан-Жак |
| |                                |         |                            | Судьи: Томас Бернекер Паскаль Сан-Жак |
| 18 мин | Штраф                          | 14 мин  |                            | Судьи: Томас Бернекер Паскаль Сан-Жак |
| |                                |         |                            |                                       |
| | 33                             | Броски  | 36                         |                                       |

| 15 апреля 2013 19:30 | Венгрия | 4 : 5 (Б) (3:0, 1:1, 0:3, 0:0, 0:1) | Республика Корея | Будапешт Спорт-Арена, Будапешт Зрителей: 7370 |

| Отчёт  | Отчёт | Отчёт  | Отчёт | Отчёт                                |
| ------ | ----- | ------ | ----- | ------------------------------------ |
|        |       |        |       |                                      |
|        |       |        |       | Судьи: Даниэль Конц Максим Сидоренко |
|        |       |        |       |                                      |
|        |       |        |       |                                      |
|        |       |        |       |                                      |
|        |       |        |       |                                      |
|        |       |        |       |                                      |
| 16 мин | Штраф | 10 мин |       |                                      |
|        |       |        |       |                                      |
|        | 29    | Броски | 27    |                                      |

| 17 апреля 2013 12:30 | Республика Корея | 5 : 6 (0:1, 3:3, 2:2) | Япония | Будапешт Спорт-Арена, Будапешт Зрителей: 625 |

| Отчёт  | Отчёт | Отчёт  | Отчёт | Отчёт                                   |
| ------ | ----- | ------ | ----- | --------------------------------------- |
|        |       |        |       |                                         |
|        |       |        |       | Судьи: Максим Сидоренко Паскаль Сан-Жак |
|        |       |        |       |                                         |
|        |       |        |       |                                         |
|        |       |        |       |                                         |
|        |       |        |       |                                         |
|        |       |        |       |                                         |
| 10 мин | Штраф | 18 мин |       |                                         |
|        |       |        |       |                                         |
|        | 45    | Броски | 24    |                                         |

| 17 апреля 2013 16:00 | Италия | 5 : 1 (1:1, 1:0, 3:0) | Великобритания | Будапешт Спорт-Арена, Будапешт Зрителей: 1910 |

| Отчёт | Отчёт | Отчёт  | Отчёт | Отчёт                               |
| ----- | ----- | ------ | ----- | ----------------------------------- |
|       |       |        |       |                                     |
|       |       |        |       | Судьи: Даниэль Конц Павел Мешинский |
|       |       |        |       |                                     |
|       |       |        |       |                                     |
|       |       |        |       |                                     |
|       |       |        |       |                                     |
|       |       |        |       |                                     |
| 8 мин | Штраф | 12 мин |       |                                     |
|       |       |        |       |                                     |
|       | 35    | Броски | 15    |                                     |

| 17 апреля 2013 19:30 | Казахстан | 1 : 2 (0:0, 1:1, 0:1) | Венгрия | Будапешт Спорт-Арена, Будапешт Зрителей: 7863 |

| Отчёт  | Отчёт | Отчёт  | Отчёт | Отчёт                                      |
| ------ | ----- | ------ | ----- | ------------------------------------------ |
|        |       |        |       |                                            |
|        |       |        |       | Судьи: Джимми Бергамелли Александр Сергеев |
|        |       |        |       |                                            |
|        |       |        |       |                                            |
|        |       |        |       |                                            |
|        |       |        |       |                                            |
|        |       |        |       |                                            |
| 12 мин | Штраф | 14 мин |       |                                            |
|        |       |        |       |                                            |
|        | 40    | Броски | 25    |                                            |

| 19 апреля 2013 12:30 | Казахстан | 4 : 2 (3:0, 1:0, 0:2) | Республика Корея | Будапешт Спорт-Арена, Будапешт Зрителей: 680 |

| Отчёт  | Отчёт | Отчёт  | Отчёт | Отчёт                                 |
| ------ | ----- | ------ | ----- | ------------------------------------- |
|        |       |        |       |                                       |
|        |       |        |       | Судьи: Томас Бернекер Павел Мешинский |
|        |       |        |       |                                       |
|        |       |        |       |                                       |
|        |       |        |       |                                       |
|        |       |        |       |                                       |
|        |       |        |       |                                       |
| 10 мин | Штраф | 8 мин  |       |                                       |
|        |       |        |       |                                       |
|        | 44    | Броски | 25    |                                       |

| 19 апреля 2013 16:00 | Япония | 4 : 1 (1:0, 1:0, 2:1) | Великобритания | Будапешт Спорт-Арена, Будапешт Зрителей: 1757 |

| Отчёт  | Отчёт | Отчёт  | Отчёт | Отчёт                                 |
| ------ | ----- | ------ | ----- | ------------------------------------- |
|        |       |        |       |                                       |
|        |       |        |       | Судьи: Джимми Бергамелли Даниэль Конц |
|        |       |        |       |                                       |
|        |       |        |       |                                       |
|        |       |        |       |                                       |
|        |       |        |       |                                       |
|        |       |        |       |                                       |
| 28 мин | Штраф | 14 мин |       |                                       |
|        |       |        |       |                                       |
|        | 26    | Броски | 16    |                                       |

| 19 апреля 2013 19:30 | Венгрия | 1 : 2 (1:1, 0:0, 0:1) | Италия | Будапешт Спорт-Арена, Будапешт Зрителей: 8197 |

| Отчёт  | Отчёт | Отчёт  | Отчёт | Отчёт                                   |
| ------ | ----- | ------ | ----- | --------------------------------------- |
|        |       |        |       |                                         |
|        |       |        |       | Судьи: Максим Сидоренко Паскаль Сан-Жак |
|        |       |        |       |                                         |
|        |       |        |       |                                         |
|        |       |        |       |                                         |
|        |       |        |       |                                         |
|        |       |        |       |                                         |
| 12 мин | Штраф | 14 мин |       |                                         |
|        |       |        |       |                                         |
|        | 25    | Броски | 26    |                                         |

| 20 апреля 2013 12:30 | Великобритания | 1 : 4 (1:0, 0:3, 0:1) | Республика Корея | Будапешт Спорт-Арена, Будапешт Зрителей: 1046 |

| Отчёт  | Отчёт | Отчёт  | Отчёт | Отчёт                                      |
| ------ | ----- | ------ | ----- | ------------------------------------------ |
|        |       |        |       |                                            |
|        |       |        |       | Судьи: Джимми Бергамелли Александр Сергеев |
|        |       |        |       |                                            |
|        |       |        |       |                                            |
|        |       |        |       |                                            |
|        |       |        |       |                                            |
|        |       |        |       |                                            |
| 14 мин | Штраф | 10 мин |       |                                            |
|        |       |        |       |                                            |
|        | 31    | Броски | 26    |                                            |

| 20 апреля 2013 16:00 | Италия | 0 : 3 (0:1, 0:1, 0:1) | Казахстан | Будапешт Спорт-Арена, Будапешт Зрителей: 3689 |

| Отчёт  | Отчёт | Отчёт  | Отчёт | Отчёт                                  |
| ------ | ----- | ------ | ----- | -------------------------------------- |
|        |       |        |       |                                        |
|        |       |        |       | Судьи: Павел Мешинский Паскаль Сан-Жак |
|        |       |        |       |                                        |
|        |       |        |       |                                        |
|        |       |        |       |                                        |
|        |       |        |       |                                        |
|        |       |        |       |                                        |
| 22 мин | Штраф | 14 мин |       |                                        |
|        |       |        |       |                                        |
|        | 22    | Броски | 40    |                                        |

| 20 апреля 2013 19:30 | Венгрия | 1 : 0 (1:0, 0:0, 0:0) | Япония | Будапешт Спорт-Арена, Будапешт Зрителей: 7647 |

| Отчёт | Отчёт | Отчёт  | Отчёт | Отчёт                              |
| ----- | ----- | ------ | ----- | ---------------------------------- |
|       |       |        |       |                                    |
|       |       |        |       | Судьи: Томас Бернекер Даниэль Конц |
|       |       |        |       |                                    |
|       |       |        |       |                                    |
|       |       |        |       |                                    |
|       |       |        |       |                                    |
|       |       |        |       |                                    |
| 8 мин | Штраф | 6 мин  |       |                                    |
|       |       |        |       |                                    |
|       | 33    | Броски | 18    |                                    |

### Лучшие бомбардиры
| Игрок           | И | Г | П | О | Штр | +/− |
| --------------- | - | - | - | - | --- | --- |
| Роман Старченко | 5 | 5 | 2 | 7 | 2   | +4  |
| Патрик Ианноне  | 5 | 4 | 2 | 6 | 4   | +1  |
| Ким Кисон       | 5 | 4 | 2 | 6 | 0   | 0   |
| Сюхэй Кудзи     | 5 | 2 | 4 | 6 | 0   | 0   |
| Мартон Ваш      | 5 | 1 | 5 | 6 | 2   | +3  |
| Дмитрий Уппер   | 5 | 0 | 6 | 6 | 4   | +5  |
| Брок Радунске   | 5 | 3 | 2 | 5 | 2   | −2  |
| Талгат Жайлауов | 5 | 3 | 2 | 5 | 4   | +1  |
| Балаж Ладаньи   | 5 | 1 | 4 | 5 | 0   | +1  |
| Ким Санъук      | 5 | 0 | 5 | 5 | 2   | −1  |

Примечание: И = Количество проведённых игр; Г = Голы; П = Голевые передачи; О = Очки; Штр = Штрафное время; +/− = Плюс-минус
По данным: IIHF.com Архивная копия от 3 января 2014 на Wayback Machine

### Лучшие вратари
В списке вратари, сыгравшие не менее 40 % от всего игрового времени их сборной.
| Игрок            | ВП     | Бр  | ПШ | КН   | %ОБ   | И"0" |
| ---------------- | ------ | --- | -- | ---- | ----- | ---- |
| Виталий Колесник | 274:43 | 124 | 4  | 0.87 | 96.77 | 2    |
| Адам Деннис      | 240:00 | 81  | 3  | 0.75 | 96.30 | 1    |
| Супер Левенте    | 179:08 | 86  | 5  | 1.67 | 94.19 | 0    |
| Пак Сундже       | 142:14 | 86  | 6  | 2.53 | 93.02 | 0    |
| Ютака Фукуфудзи  | 298:50 | 168 | 16 | 3.21 | 90.48 | 0    |

Примечание: ВП = Время на площадке; Бр = Броски по воротам; ПШ = Пропущено шайб; КН = Коэффициент надёжности; %ОБ = Процент отражённых бросков; И"0" = «Сухие игры»
По данным: IIHF.com Архивная копия от 3 января 2014 на Wayback Machine

### Индивидуальные награды
Самый ценный игрок (MVP):
- Патрик Ианноне

Лучшие игроки по амплуа:
- Вратарь:  Адам Деннис
- Защитник:  Аарон Келлер
- Нападающий:  Патрик Ианноне

Сборная всех звёзд:
- Вратарь:  Адам Деннис
- Защитники:  Аарон Келлер —  Роман Савченко
- Нападающие:  Патрик Ианноне —  Роман Старченко —  Арпад Михай

Лучшие игроки в каждой команде по версии тренеров:
- Роберт Фармер
- Янош Хари
- Кристиан Боргателло
- Го Танака
- Виталий Колесник
- Брок Радунске

## Группа B
|  | Команда, выходящая в группу A первого дивизиона чемпионата мира 2014 года   |
|  | Команда, переходящая в группу A второго дивизиона чемпионата мира 2014 года |

### Таблица
| М | Сборная    | И | В | ВО | ПО | П | ШЗ | ШП | РШ  | О  |
| - | ---------- | - | - | -- | -- | - | -- | -- | --- | -- |
| 1 | Украина    | 5 | 4 | 1  | 0  | 0 | 30 | 7  | +23 | 14 |
| 2 | Польша     | 5 | 4 | 0  | 0  | 1 | 22 | 9  | +13 | 12 |
| 3 | Нидерланды | 5 | 3 | 0  | 1  | 1 | 19 | 15 | +4  | 10 |
| 4 | Румыния    | 5 | 2 | 0  | 0  | 3 | 12 | 24 | −12 | 6  |
| 5 | Литва      | 5 | 1 | 0  | 0  | 4 | 16 | 22 | −6  | 3  |
| 6 | Эстония    | 5 | 0 | 0  | 0  | 5 | 14 | 36 | −22 | 0  |

### Результаты
Время местное (UTC+3).
| 14 апреля 2013 12:00 | Нидерланды | 5 : 4 (2:0, 2:3, 1:1) | Эстония | Дворец спорта «Дружба», Донецк Зрителей: 1324 |

| Отчёт | Отчёт                              | Отчёт | Отчёт                               | Отчёт             |
| --- | ---------------------------------- | --- | ----------------------------------- | ----------------- |
| |                                    | |                                     |                   |
| | Мартин Остервейк — 00:00-60:00     | Вратари | 00:00-59:35 — Виллем-Хенрик Койтмаа | Судья: Майкл Хикс |
| | Голы:                              | |                                     | Судья: Майкл Хикс |
| Митч Бруйстен — 00:18 (Э. Демелинне, К. Бруйстен) Стив Мэйсон (бол.) — 02:45 (Р. Йоли, М. Бруйстен) Тони Демелинне — 27:07 (К. Бруйстен, М. Бруйстен) Уэсли Хендрикс — 28:53 (Й.-Й. Натте, И. ван ден Хейвел) Иви ван ден Хейвел — 53:56 (Д. Хагемейер, Дж. ван Йерсель) | 1:0 2:0 2:1 2:2 2:3 :3 4:3 4:4 5:4 | 20:48 — Дмитрий Родин (М. Иванов, А. Лукин) 24:20 — Андрей Лукин (бол.) (Р. Рооба, М. Иванов) 25:37 — Евгений Мисенёв (Я. Раевский, С. Новиков) 53:08 — Вадим Вирясов (А. Сибирцев, К. Кууск) |                                     | Судья: Майкл Хикс |
| |                                    | |                                     | Судья: Майкл Хикс |
| |                                    | |                                     | Судья: Майкл Хикс |
| |                                    | |                                     | Судья: Майкл Хикс |
| 18 мин | Штраф                              | 10 мин |                                     | Судья: Майкл Хикс |
| |                                    | |                                     |                   |
| | 24                                 | Броски | 32                                  |                   |

| 14 апреля 2013 15:30 | Польша | 5 : 0 (1:0, 2:0, 2:0) | Литва | Дворец спорта «Дружба», Донецк Зрителей: 1215 |

| Отчёт | Отчёт                          | Отчёт   | Отчёт                        | Отчёт              |
| --- | ------------------------------ | ------- | ---------------------------- | ------------------ |
| |                                |         |                              |                    |
| | Камиль Косовский — 00:00-60:00 | Вратари | 00:00-60:00 — Мантас Армалис | Судья: Максим Урда |
| | Голы:                          |         |                              | Судья: Максим Урда |
| Кристиан Дзюбинский — 02:18 (П. Вайда, М. Стржижовский) Лешек Лашкевич — 34:56 (С. Коваловска, А. Багинский) Павел Дроня — 36:31 (К. Запала, М. Колуш) Адам Багинский — 45:40 (С. Коваловска, М. Брык) Кшиштоф Запала — 57:47 (М. Колуш, П. Дроня) | 1:0 2:0 3:0 4:0 5:0            |         |                              | Судья: Максим Урда |
| |                                |         |                              | Судья: Максим Урда |
| |                                |         |                              | Судья: Максим Урда |
| |                                |         |                              | Судья: Максим Урда |
| 6 мин | Штраф                          | 8 мин   |                              | Судья: Максим Урда |
| |                                |         |                              |                    |
| | 61                             | Броски  | 15                           |                    |

| 14 апреля 2013 19:00 | Украина | 8 : 1 (1:0, 5:0, 2:1) | Румыния | Дворец спорта «Дружба», Донецк Зрителей: 3824 |

| Отчёт | Отчёт                               | Отчёт                     | Отчёт                                                           | Отчёт               |
| --- | ----------------------------------- | ------------------------- | --------------------------------------------------------------- | ------------------- |
| |                                     |                           |                                                                 |                     |
| | Евгений Напненко — 00:00-60:00      | Вратари                   | 00:00-33:57 — Геллерт Ручуй 33:57-60:00 — Адриан Катриной Корня | Судья: Петер Локсик |
| | Голы:                               |                           |                                                                 | Судья: Петер Локсик |
| Олег Тимченко (бол.) — 02:53 (В. Люткевич, О. Шафаренко) Артём Гниденко — 23:37 (Ю. Петранговский, Д. Нименко) Андрей Михнов — 25:16 (А. Бондарев, В. Алексюк) Роман Благой — 26:12 (Д. Петрухно) Александр Победоносцев — 33:01 (А. Матерухин, О. Шафаренко) Максим Квитченко — 33:57 (С. Варламов) Александр Матерухин — 43:29 (О. Шафаренко, О. Тимченко) Роман Благой — 50:46 (В. Полоницкий) | 1:0 2:0 3:0 4:0 5:0 6:0 6:1 7:1 8:1 | 40:32 — Евгений Писаренко |                                                                 | Судья: Петер Локсик |
| |                                     |                           |                                                                 | Судья: Петер Локсик |
| |                                     |                           |                                                                 | Судья: Петер Локсик |
| |                                     |                           |                                                                 | Судья: Петер Локсик |
| 2 мин | Штраф                               | 12 мин                    |                                                                 | Судья: Петер Локсик |
| |                                     |                           |                                                                 |                     |
| | 55                                  | Броски                    | 13                                                              |                     |

| 15 апреля 2013 13:00 | Литва | 3 : 5 (1:2, 1:2, 1:1) | Нидерланды | Дворец спорта «Дружба», Донецк Зрителей: 1238 |

| Отчёт | Отчёт                                    | Отчёт | Отчёт                          | Отчёт               |
| --- | ---------------------------------------- | --- | ------------------------------ | ------------------- |
| |                                          | |                                |                     |
| | Мантас Армалис — 00:00-58:15 59:21-60:00 | Вратари | 00:00-60:00 — Мартин Остервейк | Судья: Петер Локсик |
| | Голы:                                    | |                                | Судья: Петер Локсик |
| Роландас Алюконис (бол.) — 17:33 (Д. Кулевичюс, Ш. Кулешюс) Дарюс Плискаускас (бол.) — 29:50 (Д. Богдзюл, А. Катулис) Шарунас Кулешюс — 54:08 (А. Жидковас) | 0:1 0:2 1:2 1:3 2:3 2:4 3:4 3:5          | 11:04 — Иви ван ден Хейвел (Д. Хагемейер) 11:41 — Дакс ван де Вельде (Л. ван Слоун, Н. де Йонг) 24:19 — Митч Бруйстен (бол.) (И. ван ден Хейвел, Р. Йоли) 33:36 — Ларс ван Слоун (Й.-Й. Натте, И. ван ден Хейвел) 59:21 — Дидерик Хагемейер (п.в.) |                                | Судья: Петер Локсик |
| |                                          | |                                | Судья: Петер Локсик |
| |                                          | |                                | Судья: Петер Локсик |
| |                                          | |                                | Судья: Петер Локсик |
| 24 мин | Штраф                                    | 24 мин |                                | Судья: Петер Локсик |
| |                                          | |                                |                     |
| | 37                                       | Броски | 37                             |                     |

| 15 апреля 2013 16:30 | Румыния | 1 : 6 (1:0, 0:3, 0:3) | Польша | Дворец спорта «Дружба», Донецк Зрителей: 1087 |

| Отчёт                               | Отчёт                                                           | Отчёт | Отчёт                           | Отчёт                |
| ----------------------------------- | --------------------------------------------------------------- | --- | ------------------------------- | -------------------- |
|                                     |                                                                 | |                                 |                      |
|                                     | Адриан Катриной Корня — 00:00-46:29 Геллерт Ручуй — 46:29-60:00 | Вратари | 00:00-60:00 — Пшемыслав Одробны | Судья: Андрис Ансонс |
|                                     | Голы:                                                           | |                                 | Судья: Андрис Ансонс |
| Тихамер Бече — 06:38 (Е. Писаренко) | 1:0 1:1 1:2 1:3 1:4 1:5 1:6                                     | 24:40 — Рафал Дутка (бол.) (П. Дроня, Т. Маласинский) 25:36 — Себастьян Коваловска (бол.) (М. Брык) 29:25 — Томаш Маласинский (бол.) (П. Дроня) 46:29 — Радослав Галант (М. Стржижовский, К. Дзюбинский) 48:49 — Себастьян Коваловска (бол.) (К. Горны, Л. Лашкевич) 54:59 — Кристиан Дзюбинский (М. Котлорц, М. Стржижовский) |                                 | Судья: Андрис Ансонс |
|                                     |                                                                 | |                                 | Судья: Андрис Ансонс |
|                                     |                                                                 | |                                 | Судья: Андрис Ансонс |
|                                     |                                                                 | |                                 | Судья: Андрис Ансонс |
| 16 мин                              | Штраф                                                           | 16 мин |                                 | Судья: Андрис Ансонс |
|                                     |                                                                 | |                                 |                      |
|                                     | 19                                                              | Броски | 61                              |                      |

| 15 апреля 2013 20:00 | Эстония | 1 : 8 (1:2, 0:2, 0:4) | Украина | Дворец спорта «Дружба», Донецк Зрителей: 3356 |

| Отчёт                                         | Отчёт                               | Отчёт | Отчёт                          | Отчёт             |
| --------------------------------------------- | ----------------------------------- | --- | ------------------------------ | ----------------- |
|                                               |                                     | |                                |                   |
|                                               | Виллем-Хенрик Койтмаа — 00:00-60:00 | Вратари | 00:00-60:00 — Евгений Напненко | Судья: Майкл Хикс |
|                                               | Голы:                               | |                                | Судья: Майкл Хикс |
| Алексей Сибирцев (мен.) — 13:23 (А. Кузнецов) | 0:1 0:2 1:2 1:3 1:4 1:5 1:6 1:7 1:8 | 03:19 — Олег Тимченко (В. Люткевич, О. Шафаренко) 07:46 — Роман Благой (М. Квитченко, В. Полоницкий) 28:03 — Роман Благой (С. Варламов, М. Квитченко) 35:18 — Василий Полоницкий (М. Квитченко, С. Варламов) 42:41 — Александр Торяник (В. Алексюк, А. Бондарев) 44:23 — Александр Матерухин (О. Шафаренко, О. Тимченко) 53:14 — Роман Благой (бол.) (В. Полоницкий, М. Квитченко) 53:43 — Константин Рябенко (А. Торяник, А. Бондарев) |                                | Судья: Майкл Хикс |
|                                               |                                     | |                                | Судья: Майкл Хикс |
|                                               |                                     | |                                | Судья: Майкл Хикс |
|                                               |                                     | |                                | Судья: Майкл Хикс |
| 14 мин                                        | Штраф                               | 18 мин |                                | Судья: Майкл Хикс |
|                                               |                                     | |                                |                   |
|                                               | 13                                  | Броски | 54                             |                   |

| 17 апреля 2013 13:00 | Эстония | 3 : 6 (1:2, 2:2, 0:2) | Румыния | Дворец спорта «Дружба», Донецк Зрителей: 1178 |

| Отчёт | Отчёт | Отчёт  | Отчёт | Отчёт               |
| ----- | ----- | ------ | ----- | ------------------- |
|       |       |        |       |                     |
|       |       |        |       | Судья: Петер Локсик |
|       |       |        |       |                     |
|       |       |        |       |                     |
|       |       |        |       |                     |
|       |       |        |       |                     |
|       |       |        |       |                     |
| 8 мин | Штраф | 14 мин |       |                     |
|       |       |        |       |                     |
|       | 21    | Броски | 34    |                     |

| 17 апреля 2013 16:30 | Польша | 3 : 1 (1:1, 1:0, 1:0) | Нидерланды | Дворец спорта «Дружба», Донецк Зрителей: 1242 |

| Отчёт | Отчёт | Отчёт  | Отчёт | Отчёт              |
| ----- | ----- | ------ | ----- | ------------------ |
|       |       |        |       |                    |
|       |       |        |       | Судья: Максим Урда |
|       |       |        |       |                    |
|       |       |        |       |                    |
|       |       |        |       |                    |
|       |       |        |       |                    |
|       |       |        |       |                    |
| 8 мин | Штраф | 8 мин  |       |                    |
|       |       |        |       |                    |
|       | 32    | Броски | 18    |                    |

| 17 апреля 2013 20:00 | Украина | 7 : 0 (2:0, 2:0, 3:0) | Литва | Дворец спорта «Дружба», Донецк Зрителей: 3527 |

| Отчёт | Отчёт                       | Отчёт   | Отчёт                                        | Отчёт                |
| --- | --------------------------- | ------- | -------------------------------------------- | -------------------- |
| |                             |         |                                              |                      |
| | Павел Ячник — 00:00-60:00   | Вратари | 00:00-59:21 — Нериюс Дауксевичюс 59:37-60:00 | Судья: Андрис Ансонс |
| | Голы:                       |         |                                              | Судья: Андрис Ансонс |
| Александр Торяник — 08:46 (А. Михнов, К. Рябенко) Артём Бондарев — 11:32 (А. Торяник) Александр Торяник (бол.) — 21:49 (В. Алексюк) Юрий Петранговский — 27:42 (О. Шафаренко, А. Победоносцев) Олег Шафаренко — 45:10 (А. Матерухин, О. Тимченко) В. Полоницкий — 45:42 (М. Квитченко) Андрей Михнов (п.в.) — 59:37 | 1:0 2:0 3:0 4:0 5:0 6:0 7:0 |         |                                              | Судья: Андрис Ансонс |
| |                             |         |                                              | Судья: Андрис Ансонс |
| |                             |         |                                              | Судья: Андрис Ансонс |
| |                             |         |                                              | Судья: Андрис Ансонс |
| 12 мин | Штраф                       | 10 мин  |                                              | Судья: Андрис Ансонс |
| |                             |         |                                              |                      |
| | 50                          | Броски  | 12                                           |                      |

| 18 апреля 2013 13:00 | Польша | 5 : 3 (1:0, 2:2, 2:1) | Эстония | Дворец спорта «Дружба», Донецк Зрителей: 1320 |

| Отчёт  | Отчёт | Отчёт  | Отчёт | Отчёт              |
| ------ | ----- | ------ | ----- | ------------------ |
|        |       |        |       |                    |
|        |       |        |       | Судья: Максим Урда |
|        |       |        |       |                    |
|        |       |        |       |                    |
|        |       |        |       |                    |
|        |       |        |       |                    |
|        |       |        |       |                    |
| 14 мин | Штраф | 10 мин |       |                    |
|        |       |        |       |                    |
|        | 43    | Броски | 35    |                    |

| 18 апреля 2013 16:30 | Румыния | 2 : 1 (1:0, 0:1, 1:0) | Литва | Дворец спорта «Дружба», Донецк Зрителей: 915 |

| Отчёт | Отчёт | Отчёт  | Отчёт | Отчёт                |
| ----- | ----- | ------ | ----- | -------------------- |
|       |       |        |       |                      |
|       |       |        |       | Судья: Андрис Ансонс |
|       |       |        |       |                      |
|       |       |        |       |                      |
|       |       |        |       |                      |
|       |       |        |       |                      |
|       |       |        |       |                      |
| 8 мин | Штраф | 6 мин  |       |                      |
|       |       |        |       |                      |
|       | 25    | Броски | 33    |                      |

| 18 апреля 2013 20:00 | Нидерланды | 2 : 3 (OT) (2:0, 0:2, 0:0, 0:1) | Украина | Дворец спорта «Дружба», Донецк Зрителей: 3797 |

| Отчёт  | Отчёт | Отчёт  | Отчёт | Отчёт             |
| ------ | ----- | ------ | ----- | ----------------- |
|        |       |        |       |                   |
|        |       |        |       | Судья: Майкл Хикс |
|        |       |        |       |                   |
|        |       |        |       |                   |
|        |       |        |       |                   |
|        |       |        |       |                   |
|        |       |        |       |                   |
| 10 мин | Штраф | 10 мин |       |                   |
|        |       |        |       |                   |
|        | 21    | Броски | 44    |                   |

| 20 апреля 2013 12:00 | Нидерланды | 6 : 2 (3:0, 1:1, 2:1) | Румыния | Дворец спорта «Дружба», Донецк Зрителей: 1014 |

| Отчёт | Отчёт | Отчёт  | Отчёт | Отчёт             |
| ----- | ----- | ------ | ----- | ----------------- |
|       |       |        |       |                   |
|       |       |        |       | Судья: Майкл Хикс |
|       |       |        |       |                   |
|       |       |        |       |                   |
|       |       |        |       |                   |
|       |       |        |       |                   |
|       |       |        |       |                   |
| 8 мин | Штраф | 16 мин |       |                   |
|       |       |        |       |                   |
|       | 26    | Броски | 28    |                   |

| 20 апреля 2013 15:30 | Литва | 12 : 3 (1:1, 3:2, 8:0) | Эстония | Дворец спорта «Дружба», Донецк Зрителей: 1087 |

| Отчёт  | Отчёт | Отчёт  | Отчёт | Отчёт               |
| ------ | ----- | ------ | ----- | ------------------- |
|        |       |        |       |                     |
|        |       |        |       | Судья: Петер Локсик |
|        |       |        |       |                     |
|        |       |        |       |                     |
|        |       |        |       |                     |
|        |       |        |       |                     |
|        |       |        |       |                     |
| 12 мин | Штраф | 18 мин |       |                     |
|        |       |        |       |                     |
|        | 52    | Броски | 29    |                     |

| 20 апреля 2013 19:00 | Украина | 4 : 3 (0:2, 3:0, 1:1) | Польша | Дворец спорта «Дружба», Донецк Зрителей: 4017 |

| Отчёт  | Отчёт | Отчёт  | Отчёт | Отчёт                |
| ------ | ----- | ------ | ----- | -------------------- |
|        |       |        |       |                      |
|        |       |        |       | Судья: Андрис Ансонс |
|        |       |        |       |                      |
|        |       |        |       |                      |
|        |       |        |       |                      |
|        |       |        |       |                      |
|        |       |        |       |                      |
| 16 мин | Штраф | 16 мин |       |                      |
|        |       |        |       |                      |
|        | 34    | Броски | 27    |                      |

### Лучшие бомбардиры
| Игрок              | И | Г | П | О  | Штр | +/− |
| ------------------ | - | - | - | -- | --- | --- |
| Олег Тимченко      | 5 | 5 | 5 | 10 | 4   | +6  |
| Олег Шафаренко     | 5 | 2 | 8 | 10 | 2   | +6  |
| Иви ван ден Хейвел | 5 | 2 | 7 | 9  | 6   | +5  |
| Даниэль Богдзюл    | 5 | 1 | 8 | 9  | 0   | −1  |
| Аймас Фищевас      | 5 | 6 | 2 | 8  | 0   | +3  |
| Алексей Сибирцев   | 5 | 6 | 2 | 8  | 2   | −7  |
| Павел Дроня        | 5 | 1 | 7 | 8  | 6   | +6  |
| Марцин Колуш       | 5 | 1 | 7 | 8  | 2   | +5  |
| Александр Торяник  | 5 | 3 | 4 | 7  | 4   | +7  |

Примечание: И = Количество проведённых игр; Г = Голы; П = Голевые передачи; О = Очки; Штр = Штрафное время; +/− = Плюс-минус
По данным: IIHF.com Архивная копия от 3 января 2014 на Wayback Machine

### Лучшие вратари
В списке вратари, сыгравшие не менее 40 % от всего игрового времени их сборной.
| Игрок             | ВП     | Бр  | ПШ | КН   | %ОБ   | И"0" |
| ----------------- | ------ | --- | -- | ---- | ----- | ---- |
| Камиль Косовский  | 120:00 | 33  | 1  | 0.50 | 96.97 | 1    |
| Мартин Остервейк  | 301:14 | 173 | 15 | 2.99 | 91.33 | 0    |
| Мантас Армалис    | 178:54 | 122 | 11 | 3.69 | 90.98 | 0    |
| Пшемыслав Одробны | 179:48 | 88  | 8  | 2.67 | 90.91 | 0    |
| Евгений Напненко  | 242:14 | 74  | 7  | 1.73 | 90.54 | 0    |

Примечание: ВП = Время на площадке; Бр = Броски по воротам; ПШ = Пропущено шайб; КН = Коэффициент надёжности; %ОБ = Процент отражённых бросков; И"0" = «Сухие игры»
По данным: IIHF.com Архивная копия от 3 января 2014 на Wayback Machine

### Индивидуальные награды
Лучшие игроки:
- Вратарь:  Мартин Остервейк
- Защитник:  Павел Дроня
- Нападающий:  Олег Тимченко